# Orange Romeda
Orange Romeda — сингл шотландского электронного дуэта Boards of Canada, выпущенный в 29 июня 1998 года, (см. 1998 в музыке) в сборнике Various - We Are Reasonable People. В этом треке можно заметить похожие семплы из композиций «On a rolling sea» и «Kid for Today» из альбомов Old Tunes Vol. 2 и In a Beautiful Place Out in the Country.